# James Blunt
James Blunt, eredeti nevén James Hillier Blount (Tidworth, 1974. február 22. –) brit énekes, zenész és dalszerző. Gyermekkorában több hangszeren tanult játszani, azonban egyetemi tanulmányai után családi hátterének köszönhetően a katonai pályát választotta. A Brit Hadseregnél szolgált 2002-ig, ahol egészen a századosi rendfokozatig jutott. Röviddel leszerelése előtt kezdte el építeni zenei karrierjét. Első albuma 2004-ben jelent meg Back To Bedlam címmel. A lemezen hallható You're Beautiful című számával vált világszerte ismertté. A dal többek között két Brit Zenei- és két Ivor Novello Díjat nyert el, valamint öt Grammy-jelölést is kapott. Második szólóalbumát All The Lost Souls címmel 2007 őszén adta ki, amely már a megjelenés első hetében aranylemez lett. Az album első kislemeze, a 1973 2007 októberében a földkerekség első helyezett dala lett, maga mögé utasítva ezzel a You're Beautifult, amely csak a második helyre jutott a United World Chart-on.

## Tanulmányai és katonai pályája
A felső-középosztálybeli családból származó zenész 1974-ben, az angliai Tidworthben (Wilthshire megye) egy katonai kórházban született Jane és Charles Blount első gyermekeként. (Később még két húga született.) Édesanyja háromévesen furulyázni, ötévesen hegedülni, hétévesen zongorázni taníttatta. 7 és 13 éves kora között a woolhamptoni (Berkshire megye) Elstree School bentlakásos iskola tanulója volt. Középiskolai tanulmányait az északkelet-londoni Harrow Schoolban végezte. Ekkor, 14 évesen vásárolta első gitárját, amin dalokat kezdett írni. Mivel édesapja a Brit Királyi Légierőnél szolgált (ezredesként vonult nyugdíjba), családja kétévente költözködött, laktak Cipruson, Németországban, illetve az észak-angliai Yorkshire-ben. Velük Blunt gyakorlatilag csak az iskolai szünidők idején találkozott.
Középiskolai évei alatt pilótaképzésben részesült, és Nagy-Britannia egyik legfiatalabb pilótanövendékeként mindössze 16 évesen szerezte meg magánpilóta szakszolgálati engedélyét.
Egyetemi tanulmányait a bristoli egyetemen folytatta, ahol kezdetben repülésügyet, később szociológiát tanult. 1996-ban végzett, diplomamunkáját szociológiai témában, The Commodification of Image – Production of a Pop Idol (Az image árucikké válása – Egy popikon létrehozása) címmel írta. Tézise egyik fő forrása Simon Frith szociológus, rock kritikus, a Mercury Music Prize akkori elnöke volt. Tanulmányai költségét a Brit Hadsereg állta, miután Blunt szerződésben kötelezte magát arra, hogy ennek fejében négy év katonai szolgálatot teljesít. Döntését nagyban befolyásolta édesapja ösztönzése, valamint az, hogy családja komoly katonai múlttal rendelkezik; 995-ig visszavezetve a család minden férfi tagja teljesített valamilyen katonai szolgálatot.
Tanulmányait 1997-ben a Sandhurst Királyi Katonai Akadémián fejezte be, ahol 44 hetes intenzív kiképzés keretében tiszti rendfokozatot kapott.
1998-ban Kanadában, a Brit Hadsereg Alberta tartomány délkeleti részén fekvő bázisán (British Army Training Unit Suffield) harckocsik és páncélozott harcjárművek bevonásával folytatott, hat hónapos hadgyakorlaton vett részt.
1999-ben hat hónapig páncélos felderítőként a NATO békefenntartó egységénél szolgált Koszovóban. Bluntot és egységét a macedón-koszovói határra osztották be felderítőnek, a frontvonal előtt tevékenykedtek, irányították a csapatok mozgását és a NATO bombázást segítendő szerb célpontokat jelöltek meg. Ő vezette azt a zászlóaljat, amely elsőként vonult be Pristinába, és ő volt az első brit katonatiszt aki a koszovói fővárosba érkezett. Egysége itt újabb feladatot kapott: a 30 000-es békefenntartó erő érkezésére biztosítania kellett a pristinai repülőteret; ám az orosz hadsereg bevonulásakor a repülőteret is ellenőrzése alá vonta, még mielőtt az ő zászlóalja ezt megtehette volna. Blunt, aki tisztként először érkezett a helyszínre, részt vett a robbanásveszélyes nemzetközi incidens kezelésében. Kosovói szolgálata alatt írta No Bravery című számát. Itteni szolgálatáról dokumentumfilm készült, amelyet James Blunt: Return to Kosovo címmel 2007 márciusában mutattak be.
Katonai szolgálata utolsó hat hónapjában a Királyi Lovastestőrség (Household Cavalry) tagjaként Londonban látott el ceremoniális feladatokat. II. Erzsébet brit királynő testőre volt, továbbá 2002. április 9-én díszőrségben állt Erzsébet anyakirályné királyi ravatalon elhelyezett koporsójánál.
Svájci állomáshelyén a Királyi Lovastestőrség műlesikló csapatának kapitánya, később a Brit Hadsereg műlesikló bajnoka lett. 2007. január 20-án tiszteletére a népszerű síüdülő és sportközpontként számon tartott Verbierben síliftet neveztek el róla.
Több mint hat év katonai szolgálat után 2002. október 1-jén, századosként szerelt le.

## Zenei karrierje

### A kezdetek (2002–2004)
James Blunt 2002-ben hagyta ott a katonaságot, hogy elkezdje építeni zenei karrierjét. Ekkor változtatta meg nevét "Blount"-ról "Blunt"-ra, és hamarosan az EMI-hoz szerződött mint énekes-dalszerző. Hamar felkeltette az egykori 4 Non Blondes énekesnőjének, Linda Perrynek a figyelmét, aki az utóbbi években sikeres producerként és dalszerzőként többek között Christina Aguilerával, Pinkkel és Courtney Love-val dolgozott együtt. Perry az EMI londoni székhelyén tett 2003-as látogatása alkalmával hallgatta meg Blunt demófelvételeit, és a gyenge technikai minőség ellenére maguk a dalok és az énekes egyéni orgánuma elnyerték a tetszését. Nem sokkal később, 2003 márciusában Blunt az austini (USA, Texas) South By Southwest Zenei Fesztiválon, a Crowne Plaza Hotelben lépett fel, s a kb. 25 fős szakmai közönség soraiban ott volt Perry is. A fellépés után Perry azonnal leszerződtette újonnan alakult lemezcégéhez, az amerikai székhelyű Custard Recordshoz. A bemutatkozó Back To Bedlam című album utolsó, No Bravery című számának Perry a producere, valamint gitáron is közreműködik a dalban.

### Út a sikerig –Back To Bedlam(2004–2006)
Blunt 2003 szeptemberében Los Angeles-ben, Tom Rothrock producer (Beck, Elliot Smith, Badly Drawn Boy) házi stúdiójában, az Embassy stúdióban készítette el debütáló albumának, a Back To Bedlamnak a felvételeit "session" zenészekkel. Ez idő alatt Carrie Fisher színésznő, író los angelesi otthonában élt. Fisher támogatta az énekes törekvéseit és az album címét is ő javasolta. A szűkös anyagi keretek miatt a Goodbye My Lover című számot már a stúdión kívül, Fisher házában vették fel; Blunt a fürdőszobai zongorán kíséri magát a felvételen. Az album végül 2004 októberében jelent meg.
Debütáló dala a High volt, amely csekély sikert aratott, még a Brit Top 100 dallistára sem került fel. Ezek ellenére a Vodafone felhasználta olaszországi mobiltelefon-reklámjaihoz, aminek eredményeként a dal Olaszországban bekerült a Top 10-be. Második kislemezszáma, a Wisemen már 44. lett, ezzel egyidőben az album bekerült a Top 20-ba. Ezeknek a kisebb sikereknek köszönhetően Blunt 2004-ben Nagy-Britanniában Elton John személyes meghívására annak nyitószámaként turnézott.
A harmadik dal, a You’re Beautiful hozta meg az áttörő sikert az énekesnek, amely a 12. helyen debütált Nagy-Britanniában. Hat héttel a megjelenése után, 2005. július 10-én első lett, és nyolc hetet töltött el a lista csúcsán. 2005. szeptember 11-én, valamint 2006. január 15-én ismét visszatért az első helyre, így összesen 10 hétig volt listavezető. A brit rádiók kedvencévé vált dalnak köszönhetően az addig lassan fogyó Back To Bedlam első helyezést ért el az albumlistán. Kedvező fogadtatását követően a dal lassan elérte az európai kontinenst is, és végül 2005 nyarának egyik legnagyobb slágere lett.
Az albumból végül 11 millió kelt el világszerte, és 16 országban volt listavezető, többek között: Írországban, Ausztráliában, Új-Zélandon, Norvégiában, Svájcban, Dániában, valamint Kanadában, továbbá a második helyezésig jutott előre Svédországban, Franciaországban és Németországban. Az albumból több mint hárommillió példány kelt el Nagy-Britanniában, ezzel tízszeres platina minősítést ért el. A Back to Bedlam a Guinness Rekordok Könyvébe is bekerült, mint az egy év alatt leggyorsabban fogyó album. De rekordot állított fel azzal is, hogy 2005-ben ebből az albumból kelt el a legtöbb (2 368 000 példány) Nagy-Britanniában.
Az USA-ban a You're Beautiful 2005 nyarán debütált a prominens New York-i WPLJ rádióadón, annak ellenére, hogy akkor még meg sem jelent hivatalosan. Ahogy 2005 őszén kiadták a dalt, rögtön három toplista (Adult Contemporary, Adult Top 40, Adult Alternative) Top 10-ébe került, végül pedig, 2006. március 1-jén a Billboard Hot 100 élére tört. Elton John 1997-es Candle in the Windje után az első brit dal, amely az USA-kislemezlista első helyére tudott kerülni. Az albumból az USA-ban 2,6 millió példány lelt gazdára, így kétszeres platinalemez lett.
Az album negyedik kislemezdala, a Goodbye My Lover Nagy-Britanniában 2005 decemberében jelent meg, Amerikában pedig az énekes második kislemezeként adták ki. A High-t és a Wisement 2006-ban újra kiadták Európában. Bluntot 2006. februárban öt Brit Zenei Díjra jelölték, ebből a Legjobb brit férfi előadó és a Legjobb popelőadó kategóriákban ő nyerte el a díjat.
Ugyanez év őszén kiterjesztett amerikai promóció keretében Blunt olyan nagy nézettségű TV-műsorokban lépett fel, mint az Oprah Winfrey Show vagy a Saturday Night Live. Az album nyolc dalát 2005 és 2006 során különböző tv-sorozatokban (Narancsvidék, A Grace klinika, Gyilkos elmék), filmekben (Undiscovered) és TV-reklámokban (Hilton Hotel, Sprint telekommunikáció) is felhasználták.

### AzAll The Lost Soulséra (2007-jelen)
A Back To Bedlam zenei vonalát viszi tovább Blunt második albuma, a már változatosabb és gazdagabb hangszerelésű All The Lost Souls is.
A CD Európában 2007. szeptember 17-én, Észak-Amerikában pedig egy nappal később, 2007. szeptember 18-án jelent meg. A megjelenés első hetében Nagy-Britanniában több mint 65 000 darab kelt el belőle, így négy nappal később már megkapta az arany minősítést. 2008 január végéig az albumból több mint 600 000 darab fogyott el az Egyesült Királyságban és több mint 3,5 millió világszerte. Blunt a dalok egy részét ibizai otthonában 2006–2007 telén írta. A tíz dal közül ötöt (1973, Same Mistake, I Really Want You, Annie, I Can't Hear The Music) már 2005–2006-os koncertkörútjain is játszott. Ezen dalok szövegét és dallamát a stúdiófelvételek során véglegesítették. A '70-es évek zenei világát idéző albumot, amelynek producere ismét Tom Rothrock, Blunt a turnézenekara közreműködésével, 2007. február és május között Los Angelesben vette fel.
Az első kislemez, az 1973 2007. július 23-án jelent meg. A dalt Blunt kedvenc ibizai nightclubja, a Pacha ihlette, amelyet a címben említett évben nyitottak meg. A dal újabb slágernek bizonyult: első lett a World Singles Top 40-n, valamint a Billboard European Hot 100 Singles listán is. D.J. Pete Tong elkészítette a dal remixét is, amit 2007 nyarán játszott a már említett klubban.
A második kislemezszám Same Mistake címmel hivatalosan 2007. december 3-án lett kiadva. A dalból készült videóklipet 2007. november 1-jétől játszották. Ez a dal már nem szerepelt olyan jól a brit listákon, mint az azt megelőzők, hazájában csak az 57. helyet szerezte meg, ezzel szemben listavezető volt Brazíliában és szintén népszerű volt több más dél-amerikai országban is.
A harmadik kislemez, a Carry You Home 2008. március 24-én látott napvilágot. Nagy Britanniában a dal a 20. helyig jutott, így az albumot hat hónappal megjelenése után visszahozta a Top 10-be.
2007 végén az énekes a francia rapperrel, Sinikkel dolgozott együtt. Közös munkájuk eredményeként elkészítették Blunt I'll Take Everything című számának átdolgozását Je Réalise címmel. Franciaországban a dal a top 3-ba került.
2008-ban Blunt All The Lost Souls című albumát promotálja azonos című turnéja keretén belül. 2008. október 25-én fellépett a Papp László Budapest Sportarénában is. Utolsó kislemeze az albumról augusztus 4-én az I Really Want You volt.
November 14-én jelent meg Laura Pausini albuma Primavera in Anticipo címmel, amelyen hallható lesz egy közös duett a két énekessel. Ugyanezen a napon kerül piacra Love, Love, Love címmel Blunt vadonatúj dala második albuma óta.
November 24-én Nagy Britanniában piacra dobták az All The Lost Souls Deluxe Edition kiadását új borítótervvel és egy új dallal a Love, Love, Love-val. Az európai megjelenés egy héttel később volt.

## Videók
Az összes videó James Blunt számainak szimbolista jellegzetességéből és sötét elképzeléseiből fakad. A High első videójában egy sivatagban van eltemetve. A Wisemen első videóklipjében elrabolják és túszként tartják fogva. A You’re beautiful videója pedig öngyilkosságra utal azzal, hogy egy szikláról a tengerbe ugrik. A Goodbye My Lover című dalában egy szerelmes párt képzel el együtt. (A párt Mischa Barton (Narancsvidék) és Matt Dallas (Kyle XY) alakítja.) A High második videójában Blunt az erdőben fut. A Wisemen második videójában az énekes elégeti a személyi igazolványát, azután pedig egy erdőn sétál keresztül miközben ő maga is ég.

## Élő fellépései
James Blunt számára az ismertséget a rendszeres turnézáson túl a különböző népszerű tv-műsorokban való szereplései, rádiófellépései, internetes sessionjei, illetve a nagy hagyománnyal rendelkező zenei fesztiválokon való fellépései hozták meg.

### Helyszínek
2004-ben közel félszáz fontosabb élő fellépése volt, ezeknek helyszíne nagyrészt Nagy-Britannia, kisebb részben Írország. A koncertek többségén előzenekarként lépett fel más, ismertebb előadók (Katie Melua, Carina Round, Damien Dempsey, Lloyd Cole and The Commotions, Beth Orton, Mercury Rev, illetve Elton John) előtt.

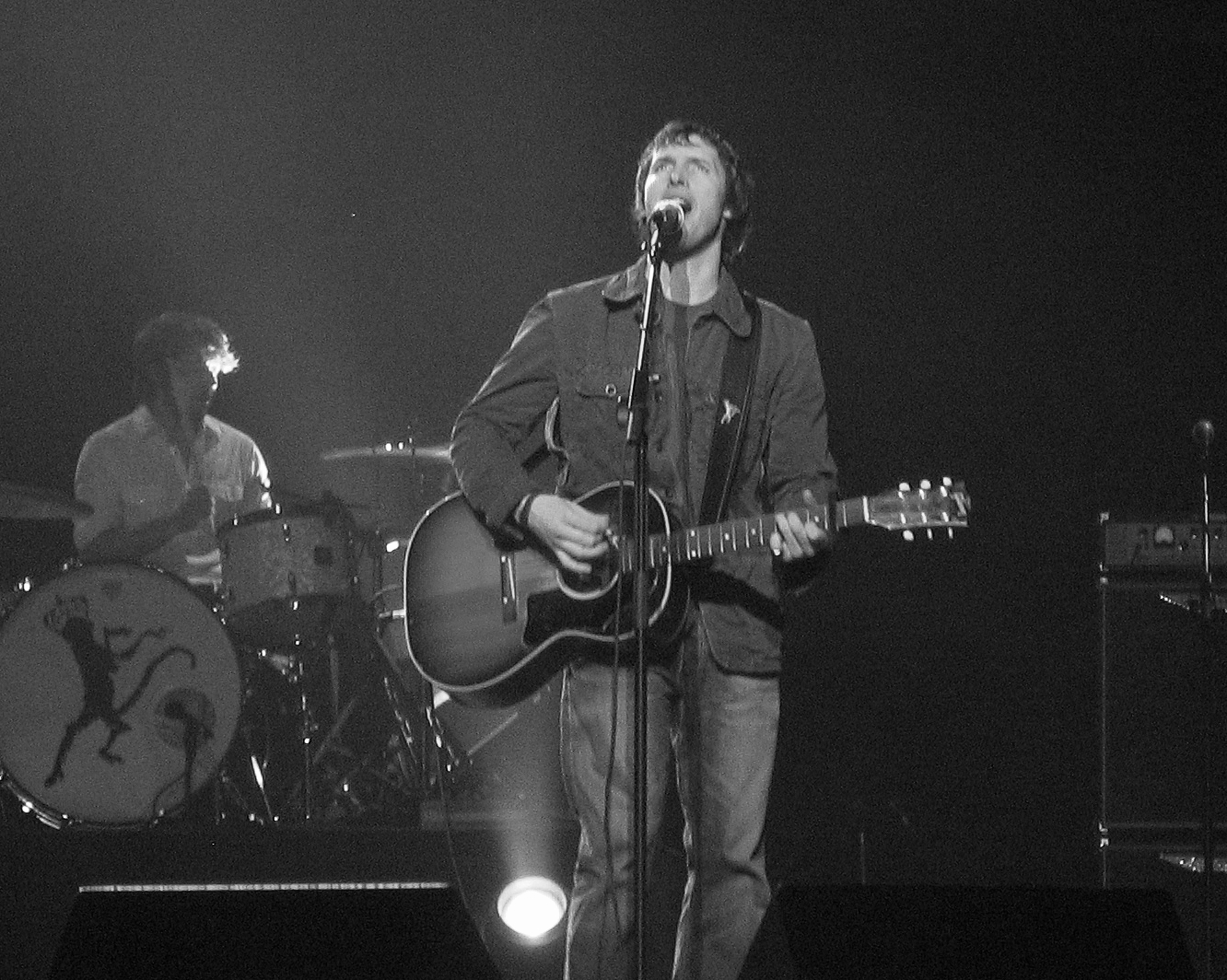
James Blunt 2006 áprilisában

2005-ben közel száz jelentősebb koncertet adott. Az év elején, január és április között Nagy-Britanniában és Írországban turnézott, márciusban fellépett az austini (USA, Texas) South By Southwest Zenei Fesztiválon, május 1-jén Rómában, május 3-án New Yorkban játszott. Májusban több országot (Ausztria, Olaszország, Svájc, Németország, Hollandia, Belgium, Franciaország) érintő európai turnéra indult. Május végétől július közepéig jellemzően különböző európai zenei fesztiválokon lépett fel. Szeptember 26-i párizsi fellépéséről koncertfilm készült Live In Paris címmel, amelyet a Back To Bedlam franciaországi változatához bónusz DVD-ként mellékeltek. Októberben 17 helyszínt érintő brit turnén vett részt. Október végétől november végéig az USA-ban lépett fel, a koncertek többségén Jason Mraz előzenekaraként. November 18-án a BBC Televízió londoni központjában tartott koncertjéről felvétel készült, amely felkerült a Chasing Time: The Bedlam Sessions című CD-DVD-jére.
2006-ban több mint százötven koncertet adott. Januárban több országot (Írország, Belgium, Franciaország, Olaszország, Svájc, Németország, Dánia, Svédország, Norvégia, Hollandia) érintő európai turnéra indult. Január 31-én Londonban a BBC Radio 2-nak adott exkluzív koncertet, február 7-én Los Angelesben, a House of Bluesban lépett fel. Február-márciusban 16 állomásból álló brit turnén vett részt, melyeken előzenekara Jason Mraz volt. Március-áprilisban tartotta első jelentős, 22 koncertből álló észak-amerikai turnéját. Áprilisban Új-Zélandon és Ausztráliában, valamint Japánban adott több koncertet. Májusban Mexikóban, majd ismét az USA-ban koncertezett. Júniusban újra Európában (Portugália, Franciaország, Spanyolország, Hollandia, Németország, Ausztria, Csehország, Nagy-Britannia) turnézott, a koncertek egy része nyári zenei fesztiválokon való fellépés volt. Október elejéből november közepéig Észak-Amerikában (USA, Kanada) turnézott, ahol 39 koncertet adott.
Az énekes a You're Beautifullal 2007 februárjában fellépett a 49. Grammy-gálán is; a dalt a néhai Ahmet Ertegünnek – az Atlantic Records egyik alapítójának – ajánlotta. Blunt az öt jelölésből ekkor egyet sem váltott díjra.
2007. július 7-én a Live Earth londoni helyszínén is ott volt, itt a Wisement, Cat Stevens Wild Worldjét, valamint második albumáról, az All The Lost Souls-ról a Same Mistake című dalát adta elő.

### Együttese
- Paul Beard – billentyűs hangszerek
- Karl Brazil – dobok
- Ben Castle – szólógitár (Paul Freeman gitárost váltotta fel)
- John Garrison – basszusgitár (a 2006-ban felbomlott Budapest nevű együttes énekes-gitárosa, a 2007 decemberében távozott Malcolm Moore-t váltotta fel)

## Zenei stílus
Bluntnak alapvetően igazán egyedi és jól felismerhető zenei stílusa van. Sok más zenész megpróbálta már meghatározni a zsánert, amihez Blunt zenéje tartozik.
Phil Collins 2005-ben egy interjú során azt mondta: "James Blunt zenéje semmihez sem fogható, amit eddig hallottam! Akusztikus, lassú, lágy balladák [keveréke]. Nem rock, és nem igazán pop. Nem tudom mi ez, komolyan."
Amikor az énekest arról kérdezik, hogyan írná le a saját zenéjét, Blunt azt mondja: "Alapvetően akusztikus-soul-pop-gitár egyveleg. Inkább azt mondanám, olyan mint egy pici önálló zsáner: a James Blunt-zsáner!"
A BBC Top Gear című műsora során Jeremy Clarkson azt kérdezte egyszer tőle, magas, nem túl férfias hangfekvésére utalva: "Te héliumot szívsz mielőtt énekelsz?"

## Fogadtatása, kritikák
James Blunt debütáló albuma, a Back to Bedlam nagy gonddal megkomponált, fülbemászóan dallamos balladái intenzív – sok helyen direkt, pragmatikus módon szavakba foglalt – érzéseket közvetítenek az énekes katonai múltjából fakadó fegyelmezett, komoly stílusban, amely az egész album hangulatát meghatározza.
A Back to Bedlam világszerte 11 millió példányban kelt el, ezzel a 2000-es évek üzletileg legsikeresebb lemezévé vált. Míg egyes brit közvéleménykutatások szerint a You're Beautiful az esküvők, az album másik nagy slágere, a Goodbye My Lover pedig a temetések népszerű háttérzenéje lett, a túl gyakori lejátszások, valamint Blunt különleges hangszíne következtében számai – mintegy negatív visszacsatolásként – a nem kifejezetten a rajongói táborához tartozó zenehallgatók körében ellenérzéseket is kiváltottak.

## Jótékonysági tevékenysége
James Blunt a Nobel-békedíjjal kitüntetett Orvosok Határok Nélkül (Médecins Sans Frontières – MSF) elnevezésű nemzetközi humanitárius segélyszervezet támogatójaként 2006-os világturnéja során jelentős, mintegy 205 000 amerikai dollár (megközelőleg 36,1 millió forint) összegű adományt gyűjtött azáltal, hogy koncertjei előtt aukcióra bocsátotta rajongóinak a vele való személyes találkozásokat. Blunt az alapítványnak dolgozó orvosokkal első alkalommal 1999-es kosovói szolgálata alatt találkozott. Itt nagy benyomást tett rá a szervezet orvosainak munkája, akik sok esetben minimális védelem és csekély anyagi ellenszolgáltatás mellett végzik tevékenységüket háború, természeti csapások vagy járványok sújtotta területeken a világ mintegy 80 országában.
Az énekes 2006-os őszi észak-amerikai turnéjának koncertjei előtt levetítették az égető környezetvédelmi kérdéseket, köztük a globális felmelegedést tárgyaló Kellemetlen igazság című dokumentumfilm előzetesét. Blunt a Föld Barátai (Friends of the Earth) elnevezésű környezetvédelmi szervezet aktív támogatójaként részt vesz a szigorúbb klímavédelmi jogszabályok megszületését célul kitűző "Big Ask" elnevezésű kampányban is.
2007. novembertől patronálja a brit Help for Heroes nevű jótékonysági alapítványt, amely szervezet háborús sérült katonák rehabilitációjára és családtagjaik támogatására gyűjt adományokat.

## Magánélet
Blunt elmondása szerint sikerességének köszönhetően sokkal közelebb került a családjához. Édesapja igazgatja a pénzügyeit, édesanyja pedig 2006-ban segített neki villát találni Ibizán, ahol tinédzser kora óta nyaralt. Az énekesnek egy faháza is van a svájci Verbierben.
Bluntnak két húga van, a fiatalabbik, Daisy vokalistaként közreműködött az énekes 2004 február-márciusi koncertjein (Blunt ekkor Katie Melua nyitószámaként lépett fel), valamint 2004 májusi koncertjein (Blunt Carina Round és Damien Dempsey nyitószámaként szerepelt). Idősebbik húga Emily, a Fathers 4 Justice nevű szervezet aktivistájának, Guy Harrisonnak a felesége.
Blunt az utóbbi években együtt járt többek között Dixie Chassay-vel (más filmek mellett a Harry Potter és az azkabani fogoly szereplőválogató asszisztense), a zenész Camilla Bolerrel (Stephen Bolernek, a Kitchens Direct 1998-ban elhunyt tulajdonosának a lánya), valamint a szupermodell Petra Němcovával.

## Diszkográfia
Albumok és EP-k:
- 2004: Back to Bedlam
- 2005: Live From London EP
- 2006: Chasing Time: The Bedlam Sessions (DVD/CD)
- 2006: Monkey On My Shoulder EP
- 2007: All the Lost Souls
- 2008: All the Lost Souls Deluxe Edition
- 2010: Some kind of trouble
- 2013: Moon Landing

## Zenei díjak és jelölések

### 2005
- Q Awards, London (2005. október 10.) – a Best New Act (Legjobb új előadó) kategória nyertese, valamint jelölés a Best Song (Legjobb dal – You're Beautiful) és a Best Album (Legjobb album – Back To Bedlam) kategóriákban
- BT Digital Music Awards, London (2005. október 18.) – a Best Pop Act (Legjobb popelőadó) kategória nyertese, valamint jelölés a Best Single (Legjobb kislemezdal – You're Beautiful) és az Artist of the Year (Az év előadója) kategóriákban
- MTV Europe Music Awards, Lisszabon (2005. november 3.) – a Best New Act (Legjobb új előadó) kategória nyertese, valamint jelölés a Best Song (Legjobb dal – You're Beautiful) és a Best UK and Ireland Act (Legjobb előadó Nagy-Britanniában és Írországban) kategóriákban

### 2006
- NRJ Music Awards, Cannes (2006. január 21.) – a Best International Newcomer (Legjobb nemzetközi új előadó) kategória nyertese
- Brit Awards, London (2006. február 15.) – a Best Pop Act (Legjobb popelőadó) és British Male Solo Artist (Legjobb brit férfi szóló előadó) kategóriák nyertese, valamint jelölés a British Album (Legjobb brit album – Back To Bedlam), British Single (Legjobb brit kislemezdal – You're Beautiful), British Breakthrough Act (Legjobb új előadó) és Best Pop Act (Legjobb popelőadó) kategóriákban.
- Shockwaves NME Awards, London (2006. február 24.) – a Worst Album (Legrosszabb album – Back to Bedlam) kategória "nyertese"
- ECHO Awards, Berlin (2006. március 12.) – a Best International Newcomer (Legjobb nemzetközi új előadó) kategória nyertese, valamint jelölés a Best Male Artist (Legjobb férfi előadó) kategóriában
- MTV Australia Video Music Awards, Sydney (2006. április 12.) – a Song of the Year (Az év dala – You're Beautiful) kategória nyertese, valamint jelölés a Best Male Artist (Legjobb férfi előadó) kategóriában
- Ivor Novello Awards, London (2006. május 25.) – a Most Performed Work (Legtöbbet játszott dal – You're Beautiful) és International Hit of the Year (Az év nemzetközi slágere – You're Beautiful) kategóriák nyertese
- Much Music Video Awards, Toronto (2006. június 16.) – jelölés a Favourite International Artist (Kedvenc nemzetközi előadó) kategóriában
- Teen Choice Awards, Los Angeles (2006. augusztus 20.) – a Choice Music Male Artist (Kedvenc férfi előadó) kategória nyertese
- MTV Video Music Awards, New York (2006. augusztus 31.) – a Best Male Video (Legjobb férfi videó – You're Beautiful) és Best Cinematography (Legjobb fényképezés – You're Beautiful) kategóriák nyertese
- MTV Latin American Music Awards, Mexikó (2006. október 19.) – jelölés a Best International New Artist (Legjobb nemzetközi új előadó) és a Song Of The Year (Az év dala – You're Beautiful) kategóriákban
- World Music Awards, London (2006. november 15.) – a World's Best New Artist (A világ legjobb új előadója) és Best-Selling British Artist (A legkelendőbb albumot megjelentető brit előadó) kategóriák nyertese, valamint jelölés a World's Best Pop Artist (A világ legjobb popelőadója) kategóriában
- Billboard Music Awards, Las Vegas (2006. december 4.) – jelölés a Rock Album of the Year (Az év rockalbuma) kategóriában

### 2007
- Pollstar Concert Industry Awards, Los Angeles (2007. február 8.) – jelölés a Best New Touring Artist (Legjobb új turnézó előadó) kategóriában
- 49th Grammy Awards, Los Angeles (2007. február 11.) – jelölés a következő öt kategóriában: Record of the Year (Az év felvétele – You're Beautiful), Song of the Year (Az év dala – You're Beautiful), Best New Artist (Legjobb új előadó), Best Male Pop Vocal Performance (Legjobb férfi vokális pop előadás), és Best Pop Vocal Album (Legjobb vokális popalbum – Back to Bedlam)
- GQ Men of the Year Awards, London (2007. szeptember 4.) – a Solo Artist of the Year (Az év szóló előadója) kategória nyertese
- BMI Awards, London (2007. október 16.) – az Internet Award (Internetdíj) kategória nyertese a You're Beautiful-ért mint az előző év legtöbbször letöltött daláért
- IFPI Platinum Europe Award, London (2007. 3. negyedév) – díj az All the Lost Souls-ért mint az európai viszonylatban az egymilliós eladási példányszámot elért albumért
- MTV Europe Music Awards, München (2007. november 1.) – jelölés a Best Solo Act (Legjobb szóló előadó) kategóriában
- World Music Awards, Monte-Carlo (2007. november 4.) – jelölés a World's Best Pop/Rock Male Artist (A világ legjobb férfi pop-rock előadója) kategóriában

### 2008
- NRJ Music Awards, Cannes (2008. január 26.) – jelölés az International artist of the year (Az év nemzetközi előadója), az International song (Legjobb nemzetközi dal – 1973) és az International album (Legjobb nemzetközi album – All the Lost Souls) kategóriákban
- ECHO Awards, Berlin (2008. február 15.) – az Artist International Rock/Pop (Legjobb nemzetközi pop-rock előadó) kategória nyertese
- Brit Awards, London (2008. február 20.) – jelölés a Best British Single (Legjobb brit kislemezdal – 1973) kategóriában. (a dal az online szavazás során kiesett a jelöltek közül)
- U.S. MTV Video Music Awards (VMA), Hollywood, Kalifornia, U.S.A. (2008. szeptember 7.) – jelölés a Best Male Video (Legjobb férfi videó – Same Mistake) kategóriában (a dal az online szavazás során kiesett a jelöltek közül)
- MTV Europe Music Awards, (EMA) Liverpool, Nagy-Britannia (2008. november 6.) – jelölés a Most Addictive Track (Függést kiváltó dal – Carry You Home) és az Album Of The Year – All The Lost Souls (Az év albuma) kategóriákban. (A dal az online szavazás során kiesett a jelöltek közül)